# Championnats de Hongrie d'escrime 1912
Navigation
Édition précédente Édition suivante
Les championnats de Hongrie d'escrime 1912 ont lieu les 4 mai et 5 mai 1912 à Budapest. Ce sont les treizièmes championnats d'escrime en Hongrie. Ils sont organisés par la MVSz.
Les championnats comportent seulement deux épreuves, le fleuret masculin et le sabre masculin.

## Classements
| Épreuves          | Or                       | Argent         | Bronze                     |
| ----------------- | ------------------------ | -------------- | -------------------------- |
| Fleuret           |                          |                |                            |
| Hommes individuel | Pál Pajzs MAC            | Péter Tóth MAC | Zoltán Schenker Szegedi VE |
| Sabre             |                          |                |                            |
| Hommes individuel | Lajos Werkner Nemzeti VC | Péter Tóth MAC | Bertalan Dunay BBTE        |